# 北のうたたち
『北のうたたち』（きたのうたたち）は2018年4月25日にリリースされた松山千春2枚目のカバー・アルバム。

## 解説
2006年に発売された『再生』以来のカバー・アルバムで、1869年に、松浦武四郎によって『北海道』と命名されから150周年の節目を迎える2018年に、松山が「北海道に縁のある楽曲」を選曲してカバーした作品となっている。

## 収録曲
- 括弧内は、原曲を歌唱した歌手。

| 全編曲: 夏目一朗。 |                                      |                                       |                  |       |
| #                  | タイトル                             | 作詞                                  | 作曲             | 時間  |
| 1.                 | 「網走番外地」(高倉健)               | 伊藤一（原作） タカオ・カンベ（替歌） | 山田栄一（採譜） | 4:03  |
| 2.                 | 「ネオン川」(バーブ佐竹)             | 横井弘                                | 佐伯としを       | 3:42  |
| 3.                 | 「虹と雪のバラード」(トワ・エ・モワ) | 河邨文一郎                            | 村井邦彦         | 4:06  |
| 4.                 | 「夢は夜ひらく」(藤圭子)             | 石坂まさを                            | 曽根幸明         | 3:28  |
| 5.                 | 「風雪ながれ旅」(北島三郎)           | 星野哲郎                              | 船村徹           | 5:05  |
| 合計時間:          | 合計時間:                            | 合計時間:                             | 合計時間:        | 20:24 |